# Collonges-sous-Salève

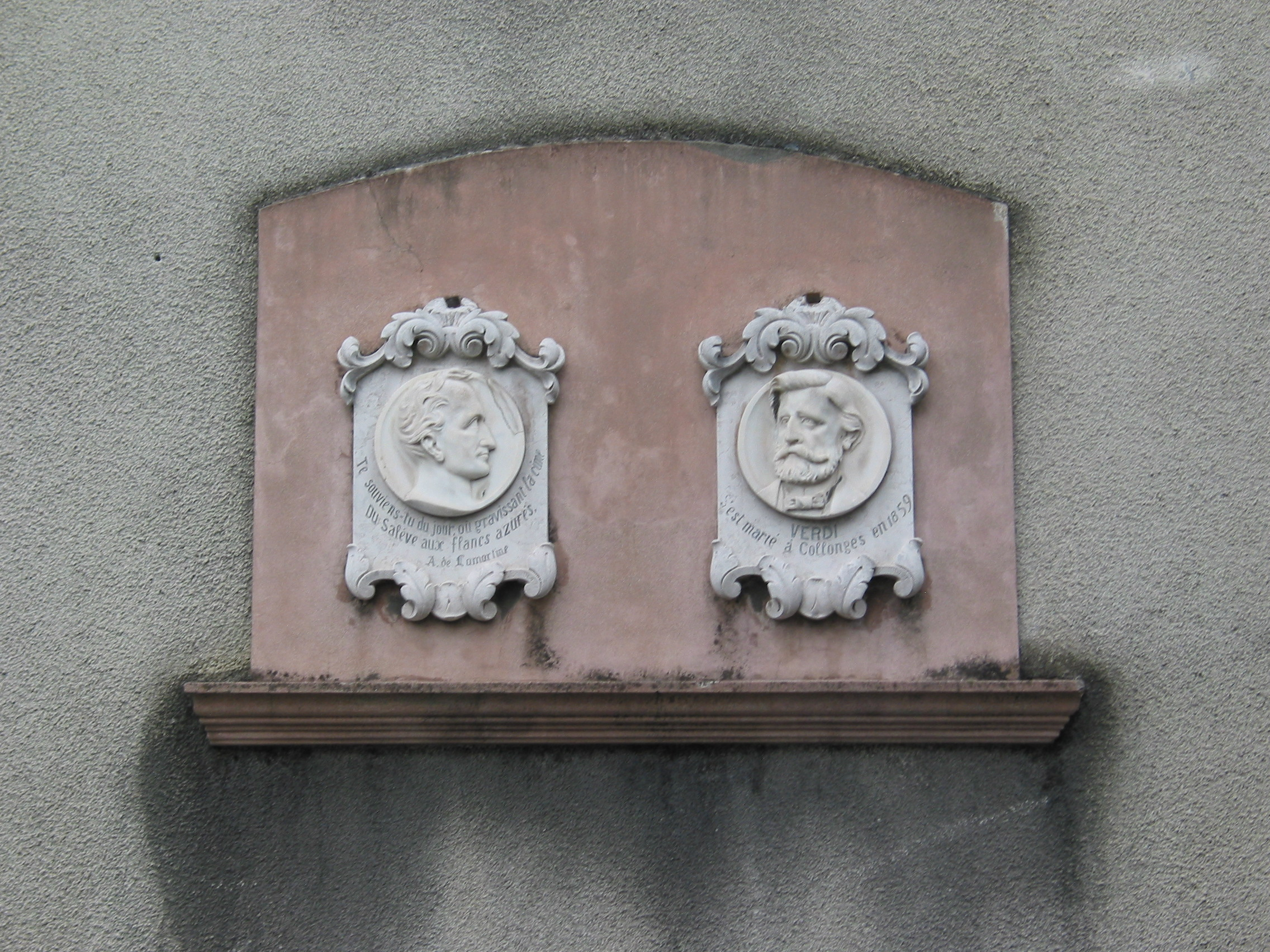
Plakette, die an den Aufenthalt von Alphonse de Lamartine und die Hochzeit von Giuseppe Verdi erinnert.

ETH-BIB-Collonges, Archamps, Voirier-Inlandflüge-LBS MH01-005336

Collonges-sous-Salève ist eine französische Gemeinde im Département Haute-Savoie in der Region Auvergne-Rhône-Alpes.

## Geographie
Collonges-sous-Salève liegt auf 500 m, etwa sieben Kilometer südlich der Stadt Genf (Luftlinie). Das Dorf erstreckt sich am unteren Nordwesthang des Salève, östlich der Drize, am Rand des Genevois, in unmittelbarer Nähe der Grenze zur Schweiz.
Die Fläche des 6,13 km² großen Gemeindegebiets umfasst einen Abschnitt des Genevois. Die nordwestliche Grenze verläuft in der Talniederung der Drize, eines linken Zuflusses der Arve. Von hier erstreckt sich das Gemeindeareal südwärts über den zunächst sanft, später sehr steil ansteigenden Hang des Grand Salève. Sein Nordwesthang ist von mehreren Kalkfelsbändern durchzogen und abschnittsweise zerklüftet. Auf dem Höhenrücken des Salève wird mit 1301 m die höchste Erhebung von Collonges-sous-Salève erreicht.
Zu Collonges-sous-Salève gehören neben dem ursprünglichen Dorf (le Bourg d’en haut) auch die Siedlungen Bas de Collonges (480 m) unterhalb des Dorfes nördlich der Verkehrsachsen, Les Terrasses de Genève (553 m) und Vovray (650 m) am Nordwesthang des Salève. Nachbargemeinden von Collonges-sous-Salève sind Bossey im Norden, La Muraz im Osten, Archamps im Südwesten sowie die schweizerische Gemeinde Bardonnex im Nordwesten.

## Geschichte
Verschiedene Funde weisen darauf hin, dass das Gemeindegebiet von Collonges-sous-Salève bereits im Neolithikum und während der Römerzeit besiedelt war. Erstmals schriftlich erwähnt wird die Ortschaft 1145 unter dem Namen colonica, was etwa so viel bedeutet wie „Land, das von einem Siedler bewirtschaftet wird“. Im Mittelalter gehörte Collonges-sous-Salève zum Besitz der Benediktinerabtei Talloires. Unter der Berner Herrschaft wurde im Dorf 1536 die Reformation eingeführt, doch wechselte die Bevölkerung 1597 wieder zum katholischen Glauben. Im Vertrag von Turin wurde 1816 der nördliche Gemeindeteil mit Evordes abgespaltet und Bardonnex zugeteilt. Eine weitere Gebietsveränderung wurde 1836 vollzogen, als Archamps eine selbständige Gemeinde wurde.

## Bevölkerung
Mit 3876 Einwohnern (Stand 1. Januar 2022) gehört Collonges-sous-Salève zu den mittelgroßen Gemeinden des Départements Haute-Savoie. Seit den 1960er-Jahren wurde ein kontinuierliches starkes Bevölkerungswachstum verzeichnet. Außerhalb des alten Ortskerns entstanden am aussichtsreichen Hang zahlreiche Einfamilienhäuser.
| Einwohner                  | 1712 | 2319 | 2519 | 2696 | 3163 | 3572 |
| Quellen: Cassini und INSEE |      |      |      |      |      |      |

## Sehenswürdigkeiten
Die Dorfkirche stammt aus dem 19. Jahrhundert. In dieser Kirche heiratete Giuseppe Verdi am 29. August 1859 die Sängerin Giuseppina Strepponi.
Von den profanen Bauwerken sind ein Schloss aus dem 16. Jahrhundert und eine Gebäudegruppe aus dem 17. Jahrhundert zu erwähnen.

## Wirtschaft und Infrastruktur
Collonges-sous-Salève war bis weit ins 20. Jahrhundert hinein ein vorwiegend durch die Landwirtschaft geprägtes Dorf. Heute gibt es verschiedene Betriebe des Klein- und Mittelgewerbes. Zahlreiche Erwerbstätige sind Wegpendler, die in den größeren Ortschaften der Umgebung, vor allem im Raum Genf-Annemasse, ihrer Arbeit nachgehen.
Die Ortschaft ist verkehrsmäßig gut erschlossen. Sie liegt oberhalb der Hauptstraße D1206, die von Annemasse entlang der Schweizer Grenze nach Saint-Julien-en-Genevois führt. Auch die Autobahn A40 durchquert das Gemeindegebiet, der nächste Anschluss befindet sich in einer Entfernung von rund zwei Kilometern. Im Gemeindegebiet befanden sich ferner zwei Bahnhöfe an der Bahnstrecke Léaz–Saint-Gingolph.

## Persönlichkeiten
- Jean-François Vuarin (1769–1843), römisch-katholischer Geistlicher, baute die katholische Gemeinde in Genf auf